# Destruktor
En destruktor är i ett objektorienterat programspråk en metod som destruerar ett konstruerat objekt.